# فرفره چوبی

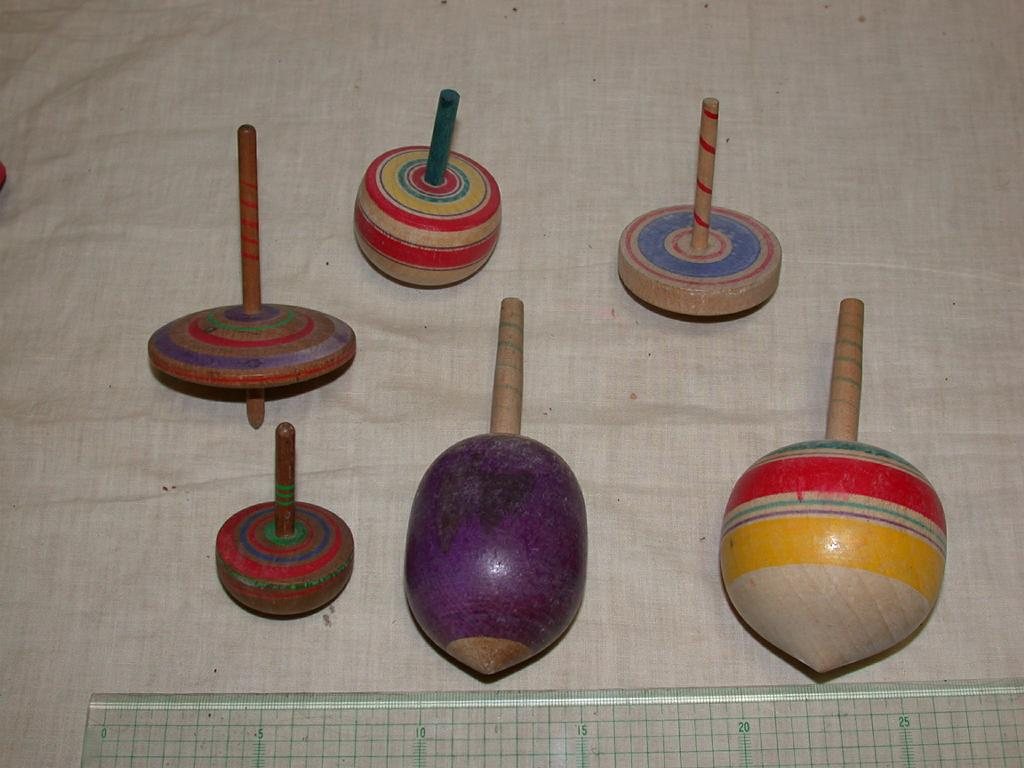
فرفره‌های ژاپنی

فرفره یا فرفرهٔ چوبی یک اسباب بازی است که می‌تواند با حفظ تعادل روی یک نقطه حول یک محور بچرخد.
ساده‌ترین حالت، چرخاندن با انگشتان دست است. در برخی دیگر از فنر فشرده شده یا ریسمان برای چرخاندن اولیه استفاده می‌شود. این اسباب‌بازی یکی از قدیمی‌ترین وسایل بازی در جهان است.

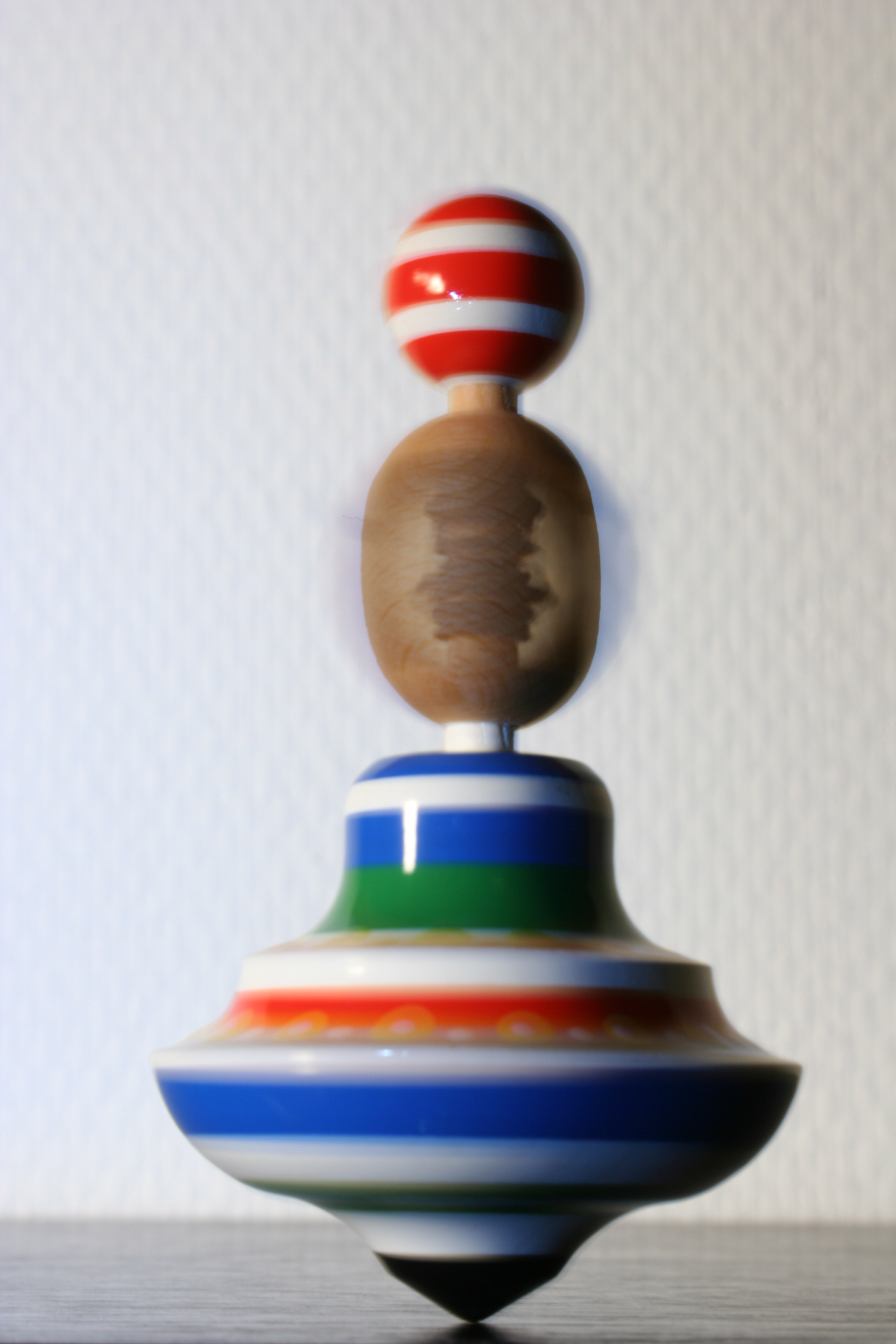
فرفره در حال چرخش

فرفره برای چرخش از خاصیت ژیروسکوپ استفاده می‌کند.